# Youbou
Youbou est une communauté de la Colombie-Britannique située sur l'île de Vancouver.

## Histoire
La communauté de  Youbou est née en 1907 quand N. Falconer et A. J. Coasts, deux transporteurs de bois travaillant pour l’American Finance Company, arrivèrent à cet endroit. Cette compagnie, plus tard appelée Empire Lumber Company, assurera que le chemin de fer Esquimalt & Nanaimo serait bientôt construit, assurèrent de grandes terres de bois incluant le moulin et le lieu du village. Ces garanties furent conclues en 1909.
Le chemin de fer Esquimalt & Nanaimo  arriva en 1912 et l’Empire Lumber Company commença à établir des camps. De l'équipement moderne fut acheminé et le transport du bois fut sur pied en 1913. Un petit moulin fut construit à Cottonwood, comme Youbou était connue à l'origine.